# Anopheles merus
Anopheles merus är en tvåvingeart som beskrevs av Donitz 1902. Anopheles merus ingår i släktet Anopheles och familjen stickmyggor. Inga underarter finns listade i Catalogue of Life.